# Crónica de un amor efímero
Crónica de un amor efímero, título original en francés Chronique d'une liaison passagère, es una película de comedia dramática y romance francesa de 2022 dirigida por Emmanuel Mouret. Se estrenó en el Festival de Cine de Cannes en mayo de 2022. 

## Argumento
Una chica soltera y madre de un hijo, Charlotte, conoce a Simon, un señor casado. Ambos creen que su relación no pasa de ser una aventura sexual al uso, fuera de sentimientos profundos o románticos. Con el tiempo, sin embargo, uno y otro se sorprenden de los fuertes vínculos que les atan.

## Antecedentes
Chronique d'une liaison passagère es el undécimo largometraje de Emmanuel Mouret, cuyo guion coescribió con Pierre Giraud. La producción fue de Frédéric Niedermayer, con el que Mouret ya ha trabajado en otras ocasiones. La fotografía corrió a cargo de Laurent Desmet. Destaca la presencia del actor Vincent Macaigne, tras el éxito de su película Las cosas que decimos, las cosas que hacemos (2020). Para acompañar a Macaigne en el papel protagonista se eligió a Sandrine Kiberlain. Los costes de producción se han estimado en 3,3 millones de euros.

## Premios
Como parte de su estreno en Cannes, Chronique d'une liaison passagère fue nominada a la Queer Palm.